# Dendrocnide longifolia
Dendrocnide longifolia är en nässelväxtart som först beskrevs av William Botting Hemsley, och fick sitt nu gällande namn av Chew. Dendrocnide longifolia ingår i släktet Dendrocnide och familjen nässelväxter. Inga underarter finns listade i Catalogue of Life.